# Ли Џухо
Ли Џухо (кореј. 이주호, транскрибовано Lee Ju-ho; Сеул, 23. јануар 1995) јужнокорејски је пливач чија ужа специјалност су трке леђним стилом. 

## Спортска каријера
Ли је дебитовао на међународној сцени у јулу 2016. на Азијском првенству у Токију, где је успео да се пласира у финала на 100 и 200 леђно (7. и 5. место). У августу 2017. се такмичио на Универзијади у Тајпеју, а најбољи резултат је постигао као члан штафете на 4×100 мешовито која је заузела пето место у финалу.   
Први значајнији успех у акријери постигао је на Азијским играма у Џакарти 2018. где је успео да се пласира у финала све три појдиначне трке леђним стилом, освојивши притом и две бронзане медаље у тркама на 100 леђно и 4×100 мешовито микс. У децембру исте године по први пут је наступио на неком од светских првенстава пошто је учествовао на првенству света у малим базенима у кинеском Хангџоуу. 
На светским првенствима у великим базенима је дебитовао у корејском Квангџуу 2019. где сетакмичио у пет дисциплина. најбољи резултат је постигао у трци на 200 леђно у којој је успео да се пласира у полуфинале, које је окончао на укупно 11. месту. На 50 леђно је заузео 22, на 100 леђно 25. место, а пливао је и у штафетама 4×100 мешовито и 4×100 мешовито микс (обе штафете заузеле 17. место у квалификацијама).